# Crawling
«Crawling» (укр. «тремтіння») — другий сингл американського рок-гурту Linkin Park, випущений 15 листопада 2000 року; п'ятий трек із їх дебютного альбому Hybrid Theory. У 2002 році на 44-й церемонії «Греммі» пісня була удостоєна нагороди за «Найкраще хард-рок-виконання». Ремікс-версія під назвою «Krwlng» була представлена на альбомі реміксів Linkin Park, Reanimation.
Пісня була представлена в музичній відеоігрі 2011 року Rock Band 3 як DLC.

## Про пісню
Пісня розповідає про битву вокаліста Честера Беннінгтона з власною деперсоналізацією.
За словами Беннінгтона, на написання «Crawling» надихнули його власні враження про жорстоке поводження з дітьми — фізичне насильство, розлучення батьків та подальша втрата самооцінки. Також Честер Беннінгтон зауважив, що «Crawling» була найскладнішою піснею Linkin Park, яка співалася вживу, заявивши, що: «Crawling викликала у мене найбільше неприємностей, ніж будь-яка інша пісня».
«Crawling» — одна з пісень альбому, яка практично не містить репу: Майк Шинода лише повторює один рядок перед приспівом.

## Музичне відео
Відео зрежисоване The Brothers Strause. Воно зображує внутрішній конфлікт дівчини, пов'язаний з жорстоким ставленням. Дівчина (зіграла Кейтлін Розаасен) захищається від решти світу, що показано спецефектами кристалів, які формуються навколо неї. В кінці кристали зникають, символізуючи її успіх в битві з відносинами.
Планувалося, що відео буде мати «темне» закінчення, де божевільний фанат вбиває учасників гурту, але Warner Bros. відхилили цю ідею, і закінчення стало таким, яке воно є.
«Crawling» було першим відео Девіда Фаррела з гуртом. Він повернувся в Linkin Park перед початком роботи над цим відео.
Відео було номіновано на «Найкраще рок-відео» на MTV Video Music Award, але поступилося «Rollin '», гурту Limp Bizkit.

### Бонусний вміст
Бонусна можливість CD — той самий відеозапис, що і приховане пасхальне яйце на «Frat Party at the Pankake Festival». Тим не менш, цей матеріал не піддався цензурі, на відміну від «Frat Party».
«Strictly Limited Numbered Edition» DVD-сингл також включає концертну версію «Crawling», виконану на Dragon Festival, хоча звук дубльований з студійної версії пісні. У відео є можливість, що дозволяє глядачам побачити виступ з різних сторін за допомогою пульта управління DVD. На DVD також є чотири 30-секундних фрагментів живих виконань «One Step Closer», «By Myself», «With You» і «A Place for My Head».

## Список композицій
Всі треки написані Linkin Park.
CD
| #  | Назва                               | Тривалість |
| -- | ----------------------------------- | ---------- |
| 1. | «Crawling» (альбомна версія)        | 3:21       |
| 2. | «Papercut» (вживу на BBC Radio One) | 3:08       |
| 3. | «Backstage Video Footage»           | 9:56       |

DVD
| #  | Назва                             | Тривалість |
| -- | --------------------------------- | ---------- |
| 1. | «Crawling» (живе відео)           | 3:31       |
| 2. | «Crawling» (альбомна версія)      | 3:21       |
| 3. | «4x30 Second Live Video Snippets» | 2:00       |

## Чарти
| Чарт (2001—2002)                     | Найвища позиція |
| ------------------------------------ | --------------- |
| Австралія (ARIA)                     | 33              |
| Австрія (Ö3 Austria Top 75)          | 8               |
| Бельгія (Ultratop Flanders)          | 25              |
| Europe (Eurochart Hot 100)           | 52              |
| Німеччина (Media Control AG)         | 14              |
| Ірландія (IRMA)                      | 16              |
| Netherlands (Dutch Top 40 Tipparade) | 5               |
| Нідерланди (Mega Single Top 100)     | 45              |
| Нова Зеландія (RIANZ)                | 37              |
| Шотландія (Official Charts Company)  | 15              |
| Швеція (Sverigetopplistan)           | 27              |
| Швейцарія (Media Control AG)         | 43              |
| Велика Британія (UK Singles Chart)   | 16              |
| США (Billboard Hot 100)              | 79              |
| США (Alternative Songs) (Billboard)  | 5               |
| США (Mainstream Rock) (Billboard)    | 3               |

| Чарт (2017)                          | Найвища позиція |
| ------------------------------------ | --------------- |
| Canada Digital Songs (Billboard)     | 41              |
| Чехія (Singles Digitál Top 100)      | 73              |
| France (SNEP)                        | 106             |
| Угорщина (Single Top 40)             | 30              |
| Португалія (AFP)                     | 81              |
| Словаччина (Singles Digitál Top 100) | 74              |
| США (Hot Rock Songs) (Billboard)     | 8               |

| Чарт (2001)                      | Позиція |
| -------------------------------- | ------- |
| Austria (Ö3 Austria Top 40)      | 31      |
| Belgium (Ultratop Flanders)      | 97      |
| Germany (Official German Charts) | 47      |
| Ireland (IRMA)                   | 88      |
| UK Singles (OCC)                 | 190     |

| Чарт (2017)                   | Позиція |
| ----------------------------- | ------- |
| US Hot Rock Songs (Billboard) | 85      |

## Сертифікації
| Регіон | Сертифікація | Продажі |
| --- | ------------ | ------- |
| Австрія (IFPI Austria) Video                                                                               | Золотий      | 5000*   |
| Італія (FIMI)                                                                                              | Платиновий   | 100 000 |
| Іспанія (PROMUSICAE)                                                                                       | Золотий      | 30 000  |
| Велика Британія (BPI)                                                                                      | Платиновий   | 753,000 |
| США (RIAA)                                                                                                 | Золотий      | 500 000 |
| *продажі, що базуються лише на сертифікаціях · продажі+прослуховування, що базуються лише на сертифікаціях |              |         |